# Blefaroplastia
La blefaroplastia es la cirugía que busca rejuvenecer los párpados mediante la remodelación de los tejidos perioculares. Se realiza fundamentalmente por razones estéticas, pero en algunos casos se realiza únicamente por motivos visuales (blefaroplastia funcional), ya que la caída de la piel de los párpados superiores puede ocasionar una reducción del campo visual. Existen diferentes técnicas, una que es mínimamente invasiva y sin cicatrices, desarrollada por el médico argentino Ricardo Hoogstra.

## Cirujanos que habitualmente realizan esta intervención
Los párpados son habitualmente intervenidos por especialistas en cirugía estética, dermatología, cirugía plástica, cirugía maxilofacial, cirugía plástica facial u oftalmología. Dependiendo del motivo de consulta inicial y organización interna del centro, los pacientes acuden a unos u otros especialistas. La blefaroplastia es una operación que puede ser realizada por todos estos especialistas, aunque los dermatólogos no suelen realizar más que casos sencillos de blefaroplastia superior por dermatocalasia. 

## Envejecimiento de los párpados
El proceso de envejecimiento provoca varios cambios en el área periocular. En el párpado superior se caracterizan fundamentalmente por un exceso y descolgamiento de la piel del párpado, que ocasiona una alteración estética, pero que en algunos casos provoca también una alteración del campo visual del paciente y fatiga ocular por el peso que el exceso de piel representa para el párpado. Esta es una condición denominada dermatocalasia. Otra condición asociada con el envejecimiento es la presencia de una ptosis palpebral (descenso de los párpados) producida por laxitud de las fibras del músculo elevador del párpado superior.
En el párpado inferior, la laxitud de las estructuras fibrotendinosas que aparece con la edad provoca fundamentalmente dos cambios a nivel palpebral. Por un lado, la grasa orbitaria, que ocupa gran parte de la órbita, se hernia hacia adelante, haciéndose visible en la piel y dando lugar a las coloquialmente conocidas “bolsas”. En segundo lugar, el estiramiento y descolgamiento de la piel, músculo orbicular y tendones de los párpados dan lugar a arrugas, pliegues y un descenso del párpado inferior. Asimismo pueden producirse de manera asociada al envejecimiento malposiciones palpebrales (habitualmente en forma de ectropión palpebral, es decir, la eversión del borde palpebral, que a su vez produciría una alteración en el drenaje de la lágrima).

## Objetivo
El objetivo de la blefaroplastia es devolver al párpado un aspecto más juvenil, manteniendo los rasgos propios de cada persona, manteniendo un aspecto natural, evitando cicatrices visibles y protegiendo la salud ocular. La evolución de las técnicas quirúrgicas en los últimos años ha sido fruto del mejor conocimiento de los procesos de envejecimiento facial.  El cambio más importante ha sido la adopción de técnicas menos invasivas y más conservadoras, buscado una mayor preservación de mayor cantidad de tejido en el párpado con el fin de evitar ojos "vacíos” o esqueletonizados.[cita requerida]

## Intervención
La blefaroplastia del párpado superior consiste en la eliminación del exceso de piel y en algunos casos de una parte del músculo orbicular subyacente. Algunos casos requieren también eliminar parte del paquete graso interno, pero siempre de forma conservadora. Para esta cirugía se realizan incisiones en los pliegues naturales del párpado, que evitan la visibilidad de las cicatrices. En la blefaroplastia inferior debemos distinguir entre el tratamiento de las bolsas y el tratamiento de la laxitud y arrugas de la piel.
Las 'bolsas grasas de los párpados se tratan mediante la reducción o recolocación de las mismas. La reducción de los paquetes grasos suele realizarse en pacientes que tienen unas bolsas muy grandes. En el resto de pacientes puede ser preferible la recolocación de las mismas, usando la propia grasa de paciente para borrar los surcos que existen debajo de las bolsas. En ambos casos, el manejo de las bolsas puede realizarse por vía externa, realizando una incisión en la piel, o por vía interna a través de la conjuntiva (vía transconjuntival). Las ventajas de esta última son muchas, incluyendo la ausencia de cicatriz visible, una recuperación más rápida y una mayor seguridad, ya que existe un acceso más directo a las bolsas por esta vía.
Por último, el tratamiento de la laxitud del párpado inferior depende de la severidad de ésta, y se emplean técnicas como el peeling o el resurfacing de la piel con láser, o técnicas de tensado de las estructuras del párpado como la cantopexia. En algunos casos puede ser necesario eliminar una pequeña cantidad de piel del párpado inferior.

### Instrumentos
La aparición de instrumentos quirúrgicos como el láser de dióxido de carbono y su aplicación en la blefaroplastia tuvieron una fase de euforia inicial por parte de los cirujanos. Hoy en día sabemos que el uso de estos instrumentos simplemente puede hacer que la cirugía sea más rápida, pero en ningún caso consiguen un mejor resultado estético. Además muchos cirujanos consideran que el daño térmico que produce el láser puede alargar el proceso de cicatrización.
La blefaroplastia se realiza habitualmente con anestesia local, y en muchos casos se usa además la sedación intravenosa para mayor confort del paciente. La anestesia general no es necesaria por la cirugía en sí, pero en algunas ocasiones se utiliza cuando al mismo tiempo se realizan otras cirugías más invasivas. La duración de la cirugía es muy variable, de entre 30 minutos y 2 horas generalmente. La recuperación tras la cirugía se caracteriza por la aparición de edema y equimosis (“morados”), que mejoran con la aplicación de frío durante la primera semana. Es un proceso habitualmente indoloro. La recuperación completa puede tardar entre 3 y 6 semanas, y las cicatrices mejoran durante 6 a 8 meses.

### Complicaciones
Las complicaciones de la blefaroplastia son raras cuando es realizada por un cirujano experto. Las más graves e infrecuentes son aquellas que pueden afectar a la visión y a la superficie ocular, la retracción del párpado, o la infección. Estas pueden llegar a ocasionar ojo seco, queratitis y ceguera. Menos graves, aunque más frecuentes, son las ligeras asimetrías, la corrección insuficiente de la piel o las bolsas, o el edema conjuntival.

### Cuidados tras la operación
Después de la operación será necesario evitar:
1. Tensionar la piel de la zona o de los alrededores.
2. El uso de lentillas como mínimo 14 días.
3. Hacer deporte o ejercicio físico que implique el movimiento de la piel. Deportes y ejercicios acuáticos inclusive.
4. Tomar medicamentos que aumentan el sangrado, como aspirinas.

Hay que tener en cuenta que después de la operación pueden aparecer pequeñas molestias, como cierta sensibilidad a la luz. La recuperación se produce de forma sencilla y rápida si se siguen los pasos anteriormente indicados. Una vez pasados unos seis días, se procede a eliminar las cicatrices. Estas solo serán perceptibles durante las primeras dos semanas, volviéndose prácticamente invisibles a partir de la tercera semana con efectos ampliamente duraderos.